# ダゴール・ダゴラス
ダゴール・ダゴラス（Dagor Dagorath）は、J・R・R・トールキンの中つ国を舞台とした小説、『シルマリルの物語』で世界の終わりに起こるとされている出来事である。シンダール語で「最後の合戦」、あるいは「最大の合戦」を意味する。
出版された『シルマリルの物語』は航海者エアレンディルの空への船出をもって幕を下ろすが、トールキンの原稿ではさらに、ダゴール・ダゴラスについてのマンドスの予言が描かれている。ダゴール・ダゴラスは終末として語られている。アカルラベースにも関連する記述がある。アマンに足を踏み入れたアル＝ファラゾーンとかれの兵士たちは海に沈んだが、 かれらが閉じ込められているのは、最後の戦いと最後の審判の日（Last Battle and Day of Doom）までだとされる。これらの記述はラグナロクと多くの類似点があり、明らかに北欧神話から着想を得たものであるが、その根本の救済思想にはキリスト教的な終末思想が見てとれる。

## マンドスの予言
マンドスの予言によると、モルゴスは夜の扉を打ち破る方法を見つけ出し、太陽と月を破壊する。このためエアレンディルは空から舞い降り、ヴァリノールの野でトゥルカス、マンウェ（あるいはかれの伝令エオンウェ）、トゥーリンと落ち合う。中つ国の全ての自由の民も、等しく最後の合戦をともにする。海に沈んだアル＝ファラゾーンとかれの兵士たちもこれに加わる。
多くの堕落した敵たちがモルゴスの側に立つために戻ってくる。一つの指輪の破壊のあと、虚空へと逃げ去ったサウロンもダゴール・ダゴラスに居合わせる。オーク、トロル、竜など、モルゴスの全ての被造物も戻ってくると言われている。
ヴァラール軍はモルゴスと戦う。トゥルカスはモルゴスに組み打つが、モルゴスの死と破滅は最後にトゥーリンの手によってもたらされる。トゥーリンはかれの剣グアサングをモルゴスの心臓に突き通し、こうしてフーリンの子供たちと、全ての人間の復讐は果たされる。ペローリ山脈は取りのぞかれ、三つのシルマリルは大地と海と空から取り戻される。フェアノールの魂は、シルマリルをヤヴァンナに差し出すためにマンドスの館から解き放たれる。ヤヴァンナはシルマリルを壊し、二本の木は再び輝く。戦いは終わり、アルダは一新する。すべてのエルフは目覚め、世界の諸力は若返る。
こののちに、アイヌアの第二の音楽があらわれる。この歌は新しい世界の歌であり、人間もアイヌアと共に歌う。新世界でどのような運命が古き種族や古き世界の運命におとずれるのかは分からない。アイヌアでさえ、第二の音楽や、第二の世界のことは何も知らない。かれらが知っているのは、第二の音楽が第一の音楽よりも素晴らしいということだけである。

## クリストファによる編集
『シルマリルの物語』の編者クリストファは、トールキンが「アルダの傷を修復されるかどうか、マンドスの宣告もこれを明らかにしていない」と書いた、1958年版の『ヴァラクウェンタ』に基づく『シルマリルの物語』から、この予言を取りのぞいた。

マンドスの予言を取りのぞいたことで、ダゴール・ダゴラスも同様に取りのぞかれた。
クリストファは後に、ダゴール・ダゴラスへの言及と、『ヴァラクウェンタ』の一節の後に書かれた（ベレンも最後の合戦のために甦るとする）新バージョンを発見した時の驚きについて、記している。
出版された『シルマリルの物語』では、マンドスの第二の予言の存在が、たびたび否定されていることに注意しなければならない。第二の予言は、「ダゴール・ダゴラス後にエルフとヴァラールは新生し、人間の運命は知られていない」としているのに対し、出版された『シルマリルの物語』は、「人間は第二の音楽に参加するが、エルフの運命は知られていない」としている。